# Sybra varipennis
Sybra varipennis es una especie de escarabajo del género Sybra, familia Cerambycidae. Fue descrita científicamente por Breuning en 1942.
Habita en Papúa Nueva Guinea. Esta especie mide 10-11 mm.